# リッチランド郡 (ルイジアナ州)
リッチランド郡（リッチランドぐん、英: Richland Parish）は、アメリカ合衆国ルイジアナ州の北部に位置する郡である。2010年国勢調査での人口は20,725人であり、2000年の20,981人から1.2％減少した。郡庁所在地はレイビル（人口3,695人）であり、同郡で人口最大の町でもある。

## 歴史

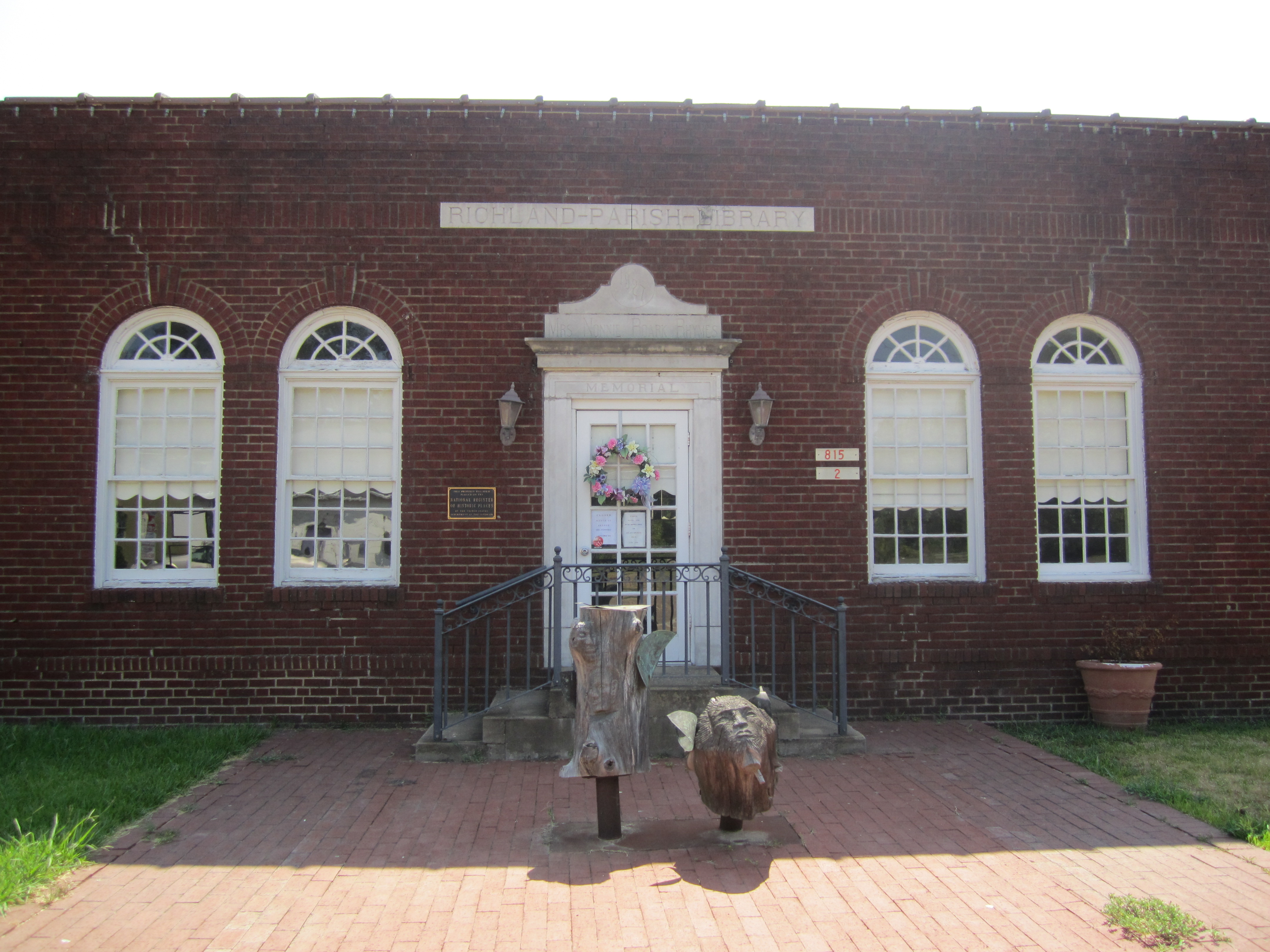
レイビルにあるライムズ記念図書館はルイジアナ州でも最初の郡全体を対象にする図書館である

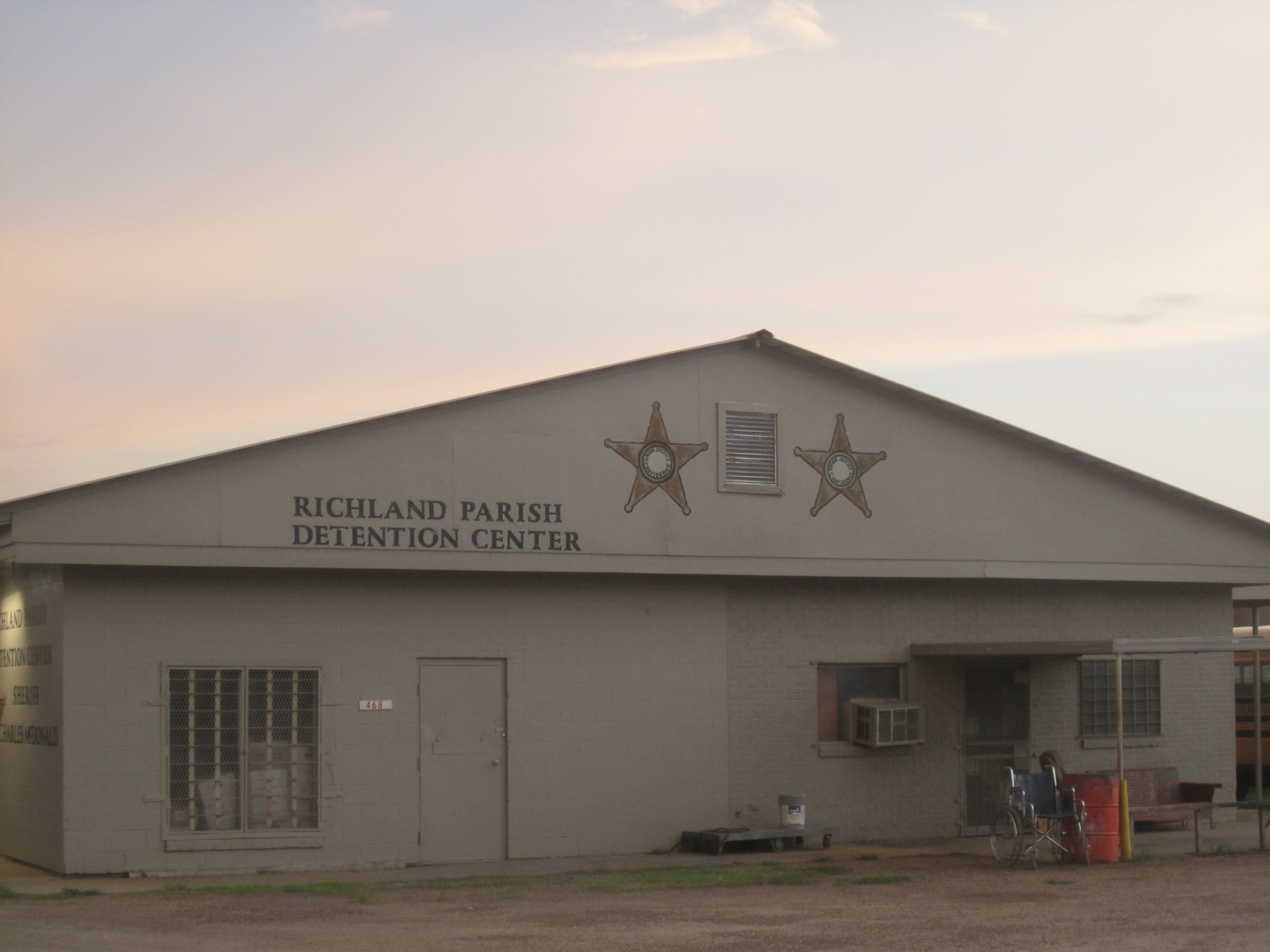
アルト近くにあるリッチランド郡拘禁所

リッチランド郡にはルイジアナ州でも最初の郡全体を対象にする図書館がある。この図書館は1925年に建設された。レイビルのラムダ・カッパ・クラブがこの図書館を設立した。R・R・ライムズがその妻、ノニー・ローク・ライムズを記念して最初の建物を寄付した。2008年、ボビー・ジンダル州知事が、ノニー・ライムズの孫娘ビブ・イングラムをルイジアナ州図書館理事会の理事に指名した。

## 地理
アメリカ合衆国国勢調査局に拠れば、郡域全面積は565平方マイル (1,463 km2)であり、このうち陸地558平方マイル (1,445 km2)、水域は6平方マイル (16 km2)で水域率は1.07％である。

### 主要高規格道路
- 州間高速道路20号線
- アメリカ国道80号線
- ルイジアナ州道15号線
- ルイジアナ州道17号線

### 隣接する郡
- モアハウス郡 - 北
- ウェストキャロル郡、イーストキャロル郡 - 北東
- マディソン郡 - 東
- フランクリン郡 - 南東
- コールドウェル郡 - 南西
- ワシタ郡 - 西

## 人口動態

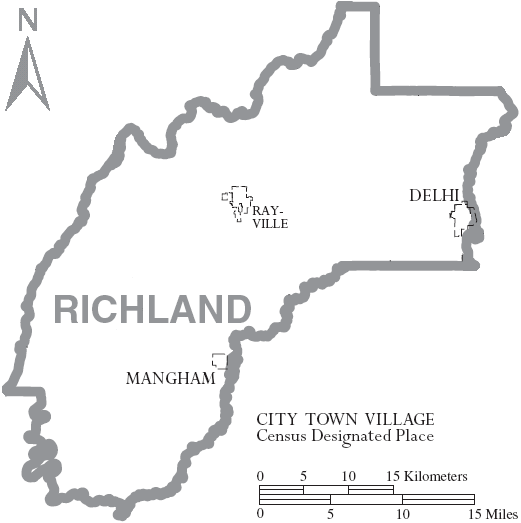
リッチランド郡図

以下は2000年の国勢調査による人口統計データである。
| 基礎データ - 人口: 20,981人 - 世帯数: 7,490 世帯 - 家族数: 5,482 家族 - 人口密度: 15人/km2（38人/mi2） - 住居数: 8,335軒 - 住居密度: 6軒/km2（15軒/mi2） 人種別人口構成 - 白人: 60.96% - アフリカン・アメリカン: 38.01% - ネイティブ・アメリカン: 0.13% - アジア人: 0.18% - その他の人種: 0.20% - 混血: 0.52% - ヒスパニック・ラテン系: 1.08% 年齢別人口構成 - 18歳未満: 27.3% - 18-24歳: 9.9% - 25-44歳: 26.8% - 45-64歳: 21.0% - 65歳以上: 15.0% - 年齢の中央値: 36歳 - 性比（女性100人あたり男性の人口） - 総人口: 88.7 - 18歳以上: 84.3 | 世帯と家族（対世帯数） - 18歳未満の子供がいる: 34.3% - 結婚・同居している夫婦: 50.2% - 未婚・離婚・死別女性が世帯主: 18.8% - 非家族世帯: 26.8% - 単身世帯: 24.0% - 65歳以上の老人1人暮らし: 12.4% - 平均構成人数 - 世帯: 2.65人 - 家族: 3.14人 収入と家計 - 収入の中央値 - 世帯: 23,668米ドル - 家族: 29,075米ドル - 性別 - 男性: 28,471米ドル - 女性: 18,587米ドル - 人口1人あたり収入: 12,479米ドル - 貧困線以下 - 対人口: 27.9% - 対家族数: 23.1% - 18歳未満: 39.5% - 65歳以上: 20.9% |

## 都市と町

元レイビル高校、リッチランド教育委員会が運営していた。改修されアパートになった

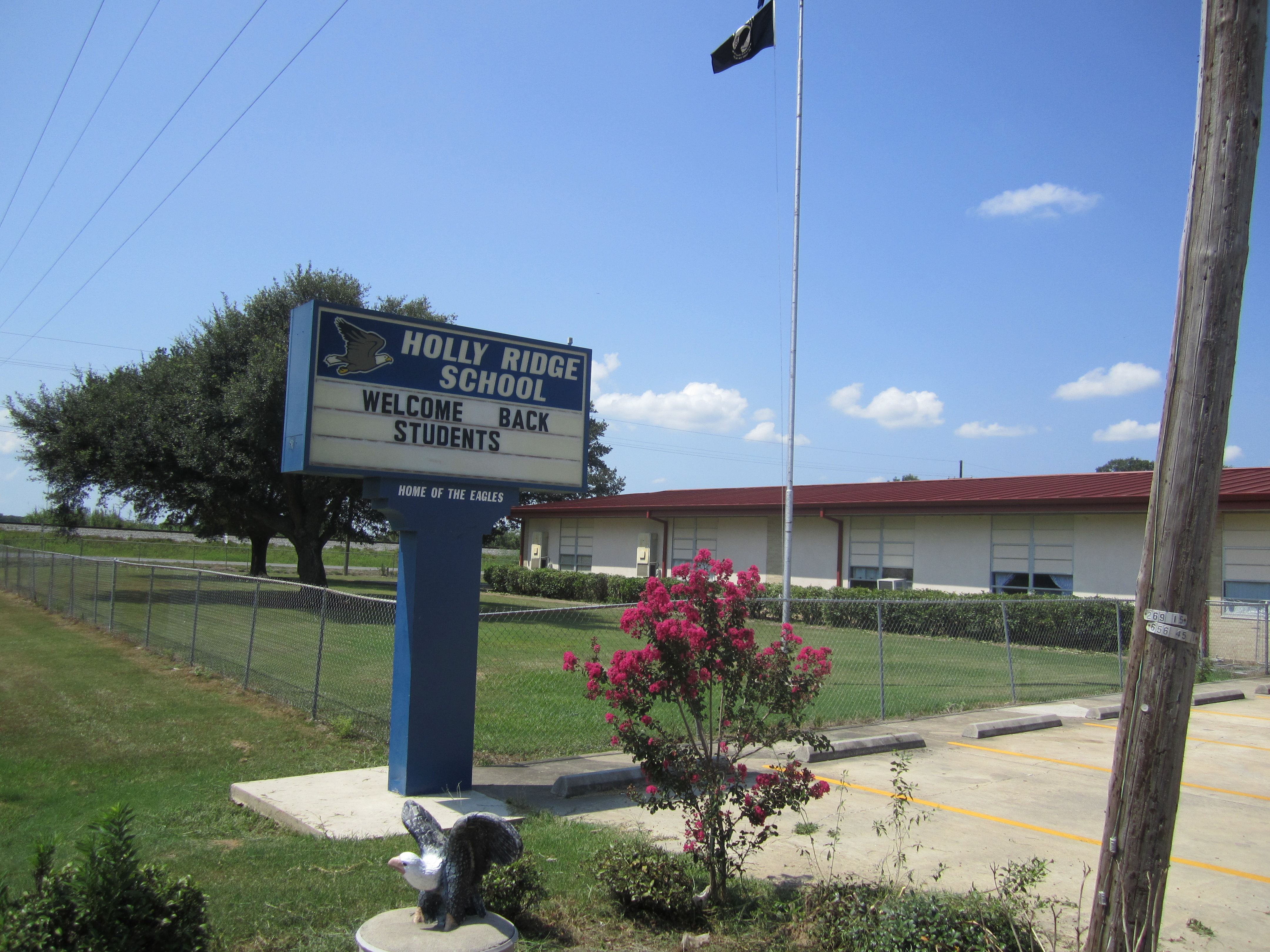
ホリーリッジ高校

- デリー
- マンガム
- レイビル - 郡庁所在地
- スタート

## 教育
リッチランド郡教育委員会が地元の公立学校を運営している。

## 著名な出身者
- エルヴィン・ヘイズ、NBAバスケットボール選手、レイビル生まれ
- アーニー・ラッド、アメリカンフットボール選手、プロレスラー、レイビル生まれ